# 中国古代和亲制度
中国和亲政策始于漢朝汉高祖刘邦，和亲从此以后发展成为对外政策，和亲之举不绝于书。中国历代和亲有自愿也有被迫。比如汉朝王昭君自愿请命嫁匈奴呼韩邪单于。而汉初汉朝被迫嫁翁主给匈奴冒顿单于、军臣单于、伊稚斜单于。和亲结果有成功也有失败。例如，王昭君出嫁匈奴成功铸造了当时汉朝与匈奴的友好关系，但汉初嫁给匈奴的汉朝公主，却没能阻止匈奴侵犯汉朝。

## 歷史
和親始作人是西漢高祖劉邦，白登被圍七日之後周勃解圍擊退冒頓，接受婁敬獻策，開啟了「和親政策」；有汉一代，有多位宗室女子以公主或翁主的身份下嫁匈奴单于。在汉武帝时期，造成省思與萬物两位宗室翁主刘细君、刘解忧分别出嫁西域国家以为联攻匈奴。
隋朝为发展与突厥关系，将光化公主、安义公主、义成公主等嫁给突厥可汗。
唐朝和亲共20女，其中皇女3位，同姓宗室女4位，异姓宗室女7位，异族将领女3位，姓氏不明女3位。下嫁回鹘者6位、契丹4位、奚3位、吐谷浑3位、吐蕃2位、拔汗那1位、1位和亲南诏，唐朝公主嫁回纥可汗为可敦（可汗的妻子）。唐朝和亲外嫁者多为宗室女或皇帝外孙女，獲皇帝封为公主，皇女和亲为少数，甚至还曾封突厥王族阿史那家族的女儿为公主和亲突骑施，亦曾以唐朝将领回纥人仆固怀恩的女儿和亲回纥。
宋朝皇室認為和親辱國，本來一直拒絕實行和親政策，直至北宋靖康年間，金朝軍隊攻陷汴京，金太宗二子完顏宗望在宋金議和期間指名索要宋徽宗之女茂德帝姬和親，否則議和不成，於是宋欽宗被迫答應和親，把原已嫁蔡京之子蔡鞗的茂德帝姬送給完顏宗望。

### 特例
作为历史上的特别的例子，武则天称武周皇帝时期，曾派亲王至突厥王庭迎娶突厥公主，亦曰「和親」：万岁通天元年（696年），突厥可汗默啜大败唐军，提出和亲。武则天让大臣们商议此事，李峤、张柬之等以为不可，但杨再思、郭元振等以离间突厥为由，建议允诺，武则天最终采取了他们的意见。同年六月甲午，武则天命淮阳王武延秀入突厥，纳默啜女为妃。阎知微、杨齐庄随行，携金帛巨亿以送。默啜以武廷秀非李唐皇族、门第配不上突厥可汗女为由，杀副使，扣留武延秀，此次和亲失败。

### 例外
北宋於靖康之難後，不少被俘的皇族女性後來成為金朝皇帝妃嬪或宗室妻妾，但除了茂德帝姬趙福金是金朝皇子指名強迫宋徽宗和親外，其餘皇族女性是俘虜身份再被納為皇室配偶，並非宋朝皇帝安排下嫁金朝皇室，並不視為和親。

## 類似政策：與內附外族元首聯姻
唐太宗曾将公主下嫁给已经内附投降的突厥可汗阿史那社尔等少数民族首领，虽然也是中原皇族与外族元首通婚，但因為這些外族已經內附，成为唐朝统治集团的一员，一般不被当作是和亲。
大蒙古国元朝与附庸的部族贵族联姻共38女，其中皇女10位、同姓宗室女22位、身份不明6位，下嫁汪古部16位、畏兀儿9位、高丽9位、吐蕃4位，也不能视为和亲。
清朝的政策也与唐朝类似，满蒙贵族之间频繁的互相嫁娶，属于统治阶级内部的政治联姻，实行满蒙联姻，主動以皇女、宗女下嫁內外蒙古等邊疆藩王，清朝皇帝也有大量的蒙古嫔妃，从而保证政治联盟的稳定。据秦永洲和华立的统计，自天命初到乾隆末下嫁到外藩蒙古的，“从公主到乡君就有70余人之多。见诸《外藩蒙古回部王公表传》的额驸有69人，八旗中的尚不在内”；“嘉道年间，科尔沁、敖汉、巴林部共公主子孙、台吉、姻亲3000余人，这在人口稀少的蒙古族是相当可观的数字。自天命初到乾隆末下嫁到外藩蒙古的公主、格格共有公主22人、郡主21人、县主6人、郡君9人、县君7人、乡君6人。据道光年间的统计，当时科尔沁达尔汉王旗下有公主子孙台吉、姻亲台吉共2000人，土谢图王旗下公主子孙台吉500余人，敖汉旗下有600余人，巴林旗下有170余人。